# TT9
```

```

La tombe thébaine TT 9 est située à Deir el-Médineh, dans la nécropole thébaine, sur la rive ouest du Nil, face à Louxor en Égypte.
C'est la sépulture d'Amenmosé, serviteur dans la Place de Vérité durant la XXe dynastie sous Ramsès III. Sa femme s'appelle Tent-hom.